# Doclin
Doclin – wieś w Rumunii, w okręgu Caraș-Severin, w gminie Doclin. W 2011 roku liczyła 476 mieszkańców. 